# Nocellara etnea
La Nocellara etnea (sin. Nuciddara, Ghiandolara, Augghiarola) è una cultivar di olivo della Sicilia. 
Si coltiva in grande prevalenza nel comune di Paternò e nei paesi contigui, sulle falde dell'Etna. È invece sporadica nelle province di Siracusa, Messina ed Enna.

## Morfologia
L'albero ha rami e portamento pendulo. Le foglie sono lunghe e strette. I frutti sono di forma allungata e di un verde opaco con riflessi grigiastri, conici verso l'apice. Il rivestimento dei frutti, prima della maturazione, è di colore verde intenso mentre, una volta maturato, risulta violaceo.
In terreno irriguo raggiungono notevoli dimensioni. In un chilo di raccolto possono esserci 150-300 frutti. Il nocciolo è allungato. Il mesocarpo o polpa raggiunge in media una percentuale di circa l'86% nei frutti più voluminosi.

## Caratteri agronomici, biologici ed industriali
L'albero, abbastanza vigoroso e produttivo, si adatta a diversi tipi di terreno. La cultivar è auto incompatibile. Ottima impollinatrice è la Zeituna; meno efficaci la Moresca e la Biancolilla messinese. È intersterile con l'Oglialora messinese e la Tonda iblea.
I frutti a maturazione tardiva sono molto pregiati perché si prestano a essere farciti. Questa cultivar è considerata di pregio, tra gli italiani, per le particolari qualità organolettiche  delle olive conciate.

## Storia
Dal 1947 al 1952 due ricercatori della stazione sperimentale di frutticultura e di agrumicultura di Acireale, Vincenzo Bottari e Paolo Spina, intrapresero uno studio accurato sulle varietà di olivo coltivate in Sicilia. Nel corso delle indagini effettuate nelle diverse zone olivicole dell'isola descrissero la Nocellara etnea.

### Area di diffusione e sinonimia
Ha il suo centro di coltura nella zona etnea ed è differente della varietà omonima coltivata nella Sicilia occidentale (Nocellara del Belice) e da un'altra varietà del Messinese denominata pure Nocellara. 
In provincia di Catania viene chiamata Nuciddara o Nocellara a Paternò, Adrano, Biancavilla e S. Maria di Licodia; Ianca a Belpasso; Forte a Motta S. Anastasia; Marmurina a Catania, Acireale, Acitrezza; Paturnisa a Fiumefreddo e Piedimonte Etneo; Turtella a Bronte e Misterbianco; Ghiandalora a Scordia.
In provincia di Siracusa è conosciuta come Augghialora  a Siracusa, Floridia e Canicattì; Pizzuta ad Avola;; Marmorigna a Sortino, Melilli, Lentini e Carlentini, Augusta; Virdisi a Rosolini e Noto.
In provincia di Ragusa viene sempre denominata Virdisi e si riscontra nelle zone di Comiso e Ragusa marittima. In provincia di Enna si identifica con la Virdisi di Nissoria, Leonforte, la Nagghiara di Enna. 

## Lavorazione e commercio (anni '60/'70)
Il procedimento di lavorazione della Nocellara Etnea di Paternò consta delle seguenti fasi: calibratura, selezione qualitativa, eliminazione del sapore amaro (dovuto a un particolare glucoside, denominato oleuropeina, presente nelle olive verdi) mediante impiego di idrato sodico, fermentazione e stabilizzazione in salamoia. Per ottenere un prodotto di elevata qualità è buona norma lavorare separatamente le olive di diversa provenienza, distinguendo anche quelle provenienti da terreni irrigui. La calibratura delle olive si esegue a mezzo di speciale macchina, costituita nelle sue parti essenziali da una tramoggia con chiusura regolabile, provvista di 3 o 4 bastoncini vibranti in gomma, da un piano vibrante composto da 5 o 6 vagli e da uno scarico finale per il frutto grossissimo. I vagli sono smontabili e formati da un telaio a listelli in alluminio a spigoli smussati, disposti parallelamente ed ortogonalmente alla direzione di avanzamento del frutto. Il primo vaglio ha i listelli alla distanza di circa mm 13.5 per selezionare le olive sotto misura (cerniglio) ed eliminare le foglie e i corpi estranei.
Gli altri vagli, con listelli distanti rispettivamente mm 16,17,18,5 e 20, riescono a calibrare le olive di pezzature sempre crescenti per ottenere una suddivisione in categorie di prodotto, identificate dal numero di drupe per chilogrammo. Le categorie sono: gigante con 120-130 olive; prima con 150-160 olive; seconda con 200-210 olive, terza con 250-260 olive e quarta con 350-360 olive.
Le olive calibrate vengono versate in speciali madie di forma allungata e sottoposte ad una accurata selezione qualitativa. Quelle da tavola devono essere sottoposte alla conciatura  per perdere il sapore amaro; si versano quindi in vasche da 750-1000 litri, fino all'altezza di cm 25 dal bordo; in vasche soprastanti si prepara la soluzione acquosa di soda caustica Solvay (con densità 1,015-1,017, ad una concentrazione dell'1.2-2°% a 2-3° Bè) che si versa successivamente nelle vasche, avendo cura di tenere le olive sommerse con tavole  o graticci di metallo inossidabile. Alcuni usano aggiungere direttamente nelle vasche riempite con olive ed acqua e regolarmente coperte, soda caustica a pezzi in ragione di kg 1.30-1.35 per quintale di frutti, tenendo conto che in una vasca da 750 litri sono contenuti circa 450 kg di olive.
La conciatura varia da 8 a 12 ore. Il frutto è perfettamente cotto quando un terzo della polpa diventa di colore più chiaro. Al giusto grado di cottura della massa si scarica dalle vasche la soluzione sodica e le olive si sottopongono ad un doppio lavaggio in acqua.